# Bovichtus diacanthus
Bovichtus diacanthus är en fiskart som först beskrevs av Carmichael, 1819.  Bovichtus diacanthus ingår i släktet Bovichtus och familjen Bovichtidae. Inga underarter finns listade.